# Dąbrowa Poduchowna
Dąbrowa Poduchowna – część wsi Dąbrowa w Polsce, położona w województwie świętokrzyskim, w powiecie starachowickim, w gminie Pawłów.
W latach 1975–1998 Dąbrowa Poduchowna administracyjnie należała do województwa kieleckiego.
Wierni Kościoła rzymskokatolickiego należą do parafii św. Jana Chrzciciela w Pawłowie.